# Dorsal india suroccidental
La dorsal india suroccidental  (DISO) es una cordillera en medio del océano ubicada a lo largo de los lechos suroeste del océano Índico y sureste del océano Atlántico. Un límite de placa tectónica divergente que separa la placa somalí al norte de la placa antártica al sur, la DISO se caracteriza por tasas de propagación ultralentas (que solo superan las de la cordillera Gakkel en el Ártico) combinadas con un rápido alargamiento de su eje, entre las dos uniones triples flanqueantes, Rodrigues ( 20° 30′S  70° 00′E ) en el océano Índico y Bouvet ( 54° 17′ S  1° 5′W ) en el océano Atlántico.

## Entorno geológico

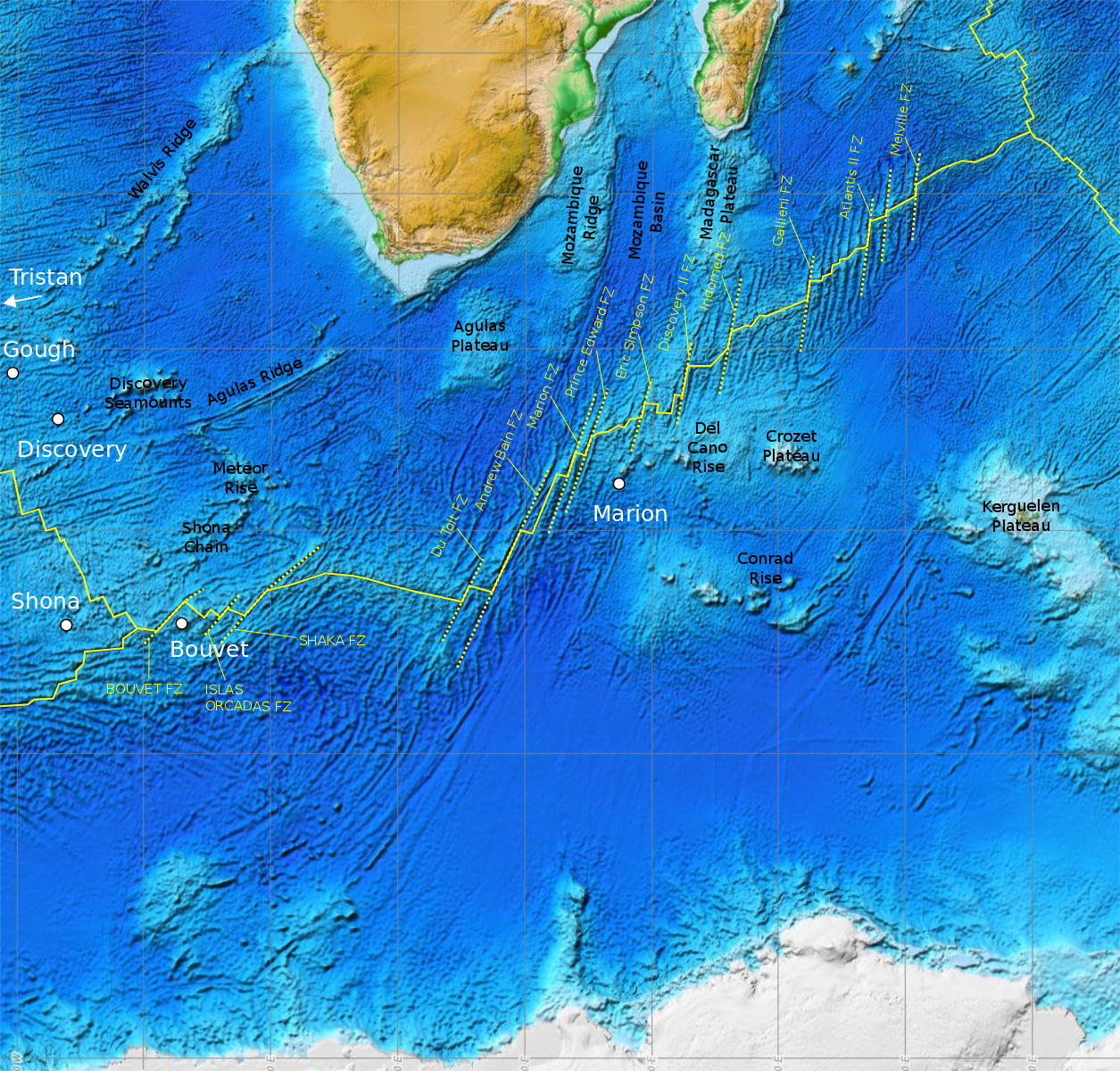
Topografía de la DISO. Los puntos blancos son puntos calientes, las líneas discontinuas son zonas de fractura.

### Tasas de propagación
La tasa de propagación a lo largo de la DISO varía: la transición entre la propagación lenta (30 mm/año) y ultra lenta (15 mm/año) ocurre en la anomalía magnética C6C (aproximadamente 24 Ma). Esto ocurre entre 54° y 67° E, la parte más profunda, y quizás la más fría y la más pobre en derretimiento, del sistema de cordilleras oceánicas de la Tierra. El espesor de la corteza disminuye rápidamente a medida que las tasas de esparcimiento caen por debajo de c. 20 mm/año y en la DISO hay una ausencia de actividad volcánica a lo largo de tramos de 100 km del eje de la cresta.
A lo largo de grandes secciones, la DISO corre oblicuamente con respecto a la dirección de expansión, típicamente alrededor de 60°. Debido a que la oblicuidad aumenta la longitud de la cresta mientras disminuye las tasas de surgencia del manto, la DISO es de transición entre crestas lentas y ultralentas. Las secciones de propagación lenta de la DISO tienen segmentos magmáticos vinculados por fallas transformantes, mientras que las secciones ultralentas carecen de tales transformaciones y tienen segmentos magmáticos vinculados por depresiones amagmáticas.

### Límites de placa difusos
La propagación en la DISO es lenta, pero el límite de la placa se cruza con el límite nubio - somalí mucho más lento pero más difuso. La variación en las tasas de propagación indica que la DISO no es un centro de propagación entre dos placas rígidas, sino que la única placa africana previamente asumida al norte de la DISO está de hecho dividida en tres placas: las placas nubia, lwandle y somalí.
La ubicación en la DISO de esta triple unión "difusa" entre las placas nubia, somalí y antártica se ha estimado entre 26° E y 32° E o justo al oeste de la falla transformante (FT) de Andrew Bain. Esta triple unión difusa forma el extremo sur del sistema del Rift de África Oriental.

### Rocas jurásicasin situ
En 2010, se dragaron rocas de 180 millones de años, que datan de circones en diorita y gabro, en un lugar 60 km al sur de la DISO. Esta edad es comparable a la de la desintegración de Gondwana, la apertura del océano Índico y el emplazamiento de la Gran Provincia Ígnea de Karoo (179-183 Ma), en marcado contraste con la edad neógena del fondo del océano cerca de la DISO. Se puede suponer que las rocas fueron depositadas cerca de la DISO por una fuerza externa, como un rafting o un tsunami, pero la DISO está ubicada lejos de cualquier margen continental y se han reportado rocas de edad similar en la cordillera del Atlántico Medio. Si las rocas salieran directamente del manto, habrían perdido la mayor parte de su plomo isotópico. Las piedras de caída en balsa de hielo comúnmente muestran signos de redondeo.
Sin embargo, la circulación hidrotermal en las dorsales oceánicas puede traer rocas intrusivas al manto poco profundo, y posiblemente sea un buen candidato en este caso. La mayoría de las rocas de África frente a la DISO son cratones Arcaicos. El cinturón orogénico panafricano neoproterozoico, sin embargo, se acumuló durante el cierre del océano de Mozambique y algunas rocas del este de África, Madagascar y la Antártida están asociadas con este evento. Durante la ruptura de Gondwana, los volcánicos Karoo invadieron las rocas panafricanas y es posible, más que evidente, que estas rocas encontraron su camino hacia la DISO de esta manera. Debido a que la propagación en la DISO es ultra lenta, el manto debajo debe estar anormalmente frío, lo que podría evitar el derretimiento de las rocas.

## Subsecciones

### Bouvet TJ – FT Andrew Bain
El extremo occidental de la DISO, conocido como Bouvet Ridge, está delimitado por las transformaciones de Bouvet y Moshesh al norte y al sur respectivamente. [10] La cordillera de Bouvet tiene 110 km de largo con una tasa de propagación total de 14,5 mm/año durante los últimos 3 Ma. El valle axial tiene un kilómetro de profundidad, típico de cordilleras de extensión lenta, y 16 km de ancho, que es inusualmente ancho. El eje de edad cero se encuentra a 2.000 m por debajo del nivel del mar en el segmento central, pero más profundo más cerca de las dos transformadas: esto es aproximadamente un kilómetro menos profundo que las crestas similares de extensión lenta, probablemente debido a la vecindad del BTJ. [11]
Entre 9 y 25° E, la DISO tiene una tendencia EW y carece de transformaciones. Esta sección está compuesta por segmentos de acreción magmáticos ortogonales unidos por segmentos de acreción amagmáticos oblicuos. [1]
La porción oblicua de esta área (9 a 16° E), el "supersegmento oblicuo", tiene una orientación axial muy variable, que va de ortogonal a 56°, y su serie de segmentos magmáticos y amagmáticos da como resultado un magmatismo fluctuante abruptamente y un magmatismo ultra lento. extensión. [12] Al oeste de una discontinuidad a 16° E de profundidad axial, cae 500 my hay un cambio brusco en la morfología y el magnetismo. En el extremo occidental de esta área (9° 30'-11 ° 45 '), un segmento de cresta magmática corta se cruza con Shaka FZ. La topografía accidentada aquí oscurece la DISO que corre hacia el flanco occidental del monte submarino Joseph Mayes, uno de los pocos centros volcánicos a lo largo del supersegmento oblicuo. El monte submarino divide una vieja peridotitabloque, cuyos restos se proyectan a ambos lados de la cresta, y llena el valle del rift en el medio, lo que resulta en un volcán de doble pico asentado en la DISO. Al este del monte submarino (11 ° 30'-10 ° 24'E) hay un segmento amagmático de 180 km de largo y 4.200 m de profundidad. Alcanzando una profundidad máxima de 4.700 m, su parte más profunda tiene un suelo rugoso sin signos de vulcanismo reciente pero lleno de bloques de horst irregulares hechos parcialmente de peridotita serpentinizada. [4]
El "supersegmento ortogonal" (16 a 25 ° E), por el contrario, es casi perfectamente ortogonal en relación con la dirección de expansión y está compuesto de segmentos de acreción magmáticos unidos por desplazamientos cortos sin transformación. Donde la oblicuidad de la DISO aumenta, también lo hace su longitud. Este alargamiento da como resultado una disminución en la surgencia del manto y una geometría de cresta característica de crestas de extensión ultra lenta (<12 mm/año). [12] El supersegmento ortogonal es similar a los segmentos de cresta más grandes de la Cordillera del Atlántico Medio. [4]

### FT Andrew Bain
Una serie de zonas de fractura - Du Toit, Andrew Bain, Marion y Prince Edward - desplaza la DISO 1.230 km entre 45 ° S, 35 ° E, 53 ° S, 27 ° E. [13] [14] El más grande de ellos, el Andrew Bain FZ de 750 km de largo, es donde el límite entre Nubia y Somalia se cruza con el SWIR. [14] La sección activa de Andrew Bain TF representa la mayor diferencia de edad (65 Ma) de cualquier falla de transformación oceánica y también es la más ancha (120 km). Su extensión se extiende hacia el sur desde la escarpa de Mozambique (entre la cordillera y la cuenca de Mozambique) hasta la cordillera Astrid frente a la Antártida. Al este de FT Andrew Bain está el "Marion Swell", el geoidede altura del Océano Austral, entre 35 ° E y 50,5° E, y la meseta de Madagascar y la subida del Cano. [15] La DISO cruza el flanco del oleaje antes de llegar al punto de acceso de Marion a 36° E. [16]
La isla de Marion, donde se encuentra el punto de acceso de Marion, se encuentra a 250 km de la DISO en la corteza de 28 Ma. La isla Bouvet, ubicada a 300 km  del cruce triple de Bouvet y a 55 km de la DISO, se encuentra en la corteza de 7 Ma, aunque no se ha determinado la ubicación exacta del hotspot de Bouvet. [17]

### FT Andrew Bain – Melville FZ
Entre el hotspot de Marion y Gallieni FZ hay una segmentación irregular con una profundidad axial relativamente poco profunda. Entre Prince Edward FZ y Atlantis II FZ (35–57 ° E), todas las principales fallas transformantes (y sus anomalías magnéticas asociadas a 35 Ma ) tienen una tendencia cada vez más directa de norte a sur. Las anomalías magnéticas en la cuenca de Mozambique indican que esta es la dirección de expansión dominante durante los últimos 80 Ma.
Los cambios importantes en Discovery FZ (42° E), Galliene FZ (52° E) y Melville FZ (60° E) definen la segmentación a gran escala de la DISO. La profundidad axial media varía entre 4.730 m (15.520 pies) entre Melville FZ y Rodrigues TJ, una sección subyacente por una corteza delgada o un manto frío, a 3.050 m entre Andrew Bain FZ y Discovery FZ, una sección afectada por el Marion punto de acceso.
Entre las ZF de Indomed y Gallieni, la DISO es más superficial y tiene un mayor suministro de magma que las secciones vecinas más profundas; la corteza también es más gruesa y / o el manto más caliente. Esto probablemente se deba a la interacción con el punto de acceso de Crozet, cuyo magmatismo aumentado resultó en la gran meseta volcánica de Crozet en c. 10 Ma. El hotspot también desencadena penachos térmicos e incorpora pequeñas cantidades de material del manto inferior (lo que da como resultado una firma mixta de basalto de Ocean Island (OIB) / basalto de la cordillera del océano medio (MORB)). Sin embargo, el Crozet hotspot / Bank se encuentra a más de 1000 km de la DISO y la interacción cresta-hotspot a distancias superiores a 500 km se supone, teóricamente, insignificante. Sin embargo, los puntos calientes de Kerguelen y Reunión probablemente interactúen con la Cordillera del Sureste de la India y la Cordillera de la India Central a distancias similares. como lo sugieren las cadenas volcánicas y los lineamientos que conectan esas crestas y puntos calientes. La ausencia de tales lineamientos entre DISO y Crozet puede explicarse por la edad y el grosor de la placa: se cree que las placas de más de 25 Ma son demasiado gruesas para que penetren las plumas.
Entre las ZF de Gallieni y Melville, el SWIR era originalmente aproximadamente perpendicular a la dirección de expansión con pocas y pequeñas compensaciones. Aproximadamente 40 Ma, un cambio en el sentido de las agujas del reloj en la dirección de expansión dio como resultado rápidamente desplazamientos espaciados uniformemente y un terreno más accidentado. Desde entonces, la falla de transformación de Atlantis II ha crecido mientras que las compensaciones al oeste y al este han comenzado a desaparecer. Aproximadamente 40 Ma en el futuro, las fallas de transformación de Gallieni, Atlantis II y Melvilles continuarán creciendo, mientras que los segmentos SWIR entre ellos mantendrán la mayor parte de su longitud y forma actuales.

### Melville FZ – Rodrigues TJ
Al este de Indomed FZ (sur de Madagascar), la DISO es el producto de 64 millones de años de propagación hacia el este de la triple unión de Rodríguez. Esta sección está compuesta por discontinuidades no transformadas regularmente espaciadas, segmentos amagmáticos oblicuos cortos y las transformadas Atlantis II, Novara y Melville. Un aumento en la profundidad axial al este de 49° E refleja una extensión no magmática.
La segmentación y morfología en el valle axial del SWIR más oriental es exclusiva de las crestas de extensión ultralenta. Los segmentos de cresta de 3000 m de altura están unidos por segmentos axiales de más de 100 km de longitud. No hay vulcanismo a lo largo de esta sección. Los flancos del eje de la cresta son anchos y carecen de una capa de corteza volcánica. Estos flancos son redondeados y lisos y carecen del patrón ondulado asociado con los complejos de núcleos oceánicos. Este lecho marino no volcánico está hecho de rocas derivadas del manto alterado por el agua de mar, traídas a la superficie por fallas de desprendimiento a gran escala. Durante los últimos 10 Ma, estas fallas de desprendimiento se han movido hacia adelante y hacia atrás a lo largo del eje de la cresta y han producido casi toda la divergencia a lo largo de esta sección de la DISO.
En la DISO más oriental, al este de Melville FZ (60° 45'E), el manto es inusualmente frío y la corteza delgada (3,7 km en promedio), lo que resulta en un derretimiento solo parcial en el manto y una disminución en el suministro de material fundido al DISO en esta región. Esta escasez en el suministro de magma ha resultado en menos montes submarinos, pero más altos, al este de Melville; hay más de 100 montes submarinos por 103 km2 de más 50 m de altura al oeste de Melville mientras que este de Melville hay menos de 10 montes submarinos por 103 km2 de más de 100 m de altura.

## Historia tectónica
La DISO se caracteriza por zonas de fracturas profundas, sub-paralelas y bien delimitadas, a veces más profundas de 6.000 km, delimitadas por bordes elevados, que a veces alcanzan hasta 2.000 m por debajo del nivel del mar. Estas zonas de fractura son muy largas y, a menudo, se alinean con estructuras más antiguas cerca de las plataformas continentales. Estas zonas de fractura, y sus extensiones en la cuenca de Agulhas, son líneas de flujo que describen el movimiento de África y la Antártida desde la ruptura de Gondwana en el Cretácico Superior.
La DISO se abrió durante la desintegración de Gondwana cuando la Antártida se separó de África durante la gran provincia ígnea de Karoo del Pérmico-Triásico c. 185–180 Ma en lo que ahora es la cuenca de Mozambique y el mar de Riiser-Larsen. La dirección de propagación entre los continentes comenzó a cambiar alrededor de 74 Ma y 69–64 Ma la propagación disminuyó (c. 1 cm/año) y luego cambió de orientación a NE-SO. Las zonas de fractura cerca de Prince Edward FZ son del Eoceno, mucho más jóvenes de lo que podría suponerse por su longitud.